# IC 5170
IC 5170 — галактика типу SBa (компактна витягнута галактика) у сузір'ї Журавель.
Цей об'єкт міститься в оригінальній редакції індексного каталогу.